# Stenostomum anops
Stenostomum anops är en plattmaskart. Stenostomum anops ingår i släktet Stenostomum och familjen Stenostomidae. Inga underarter finns listade i Catalogue of Life.